# IJsbrand van Diemerbroeck

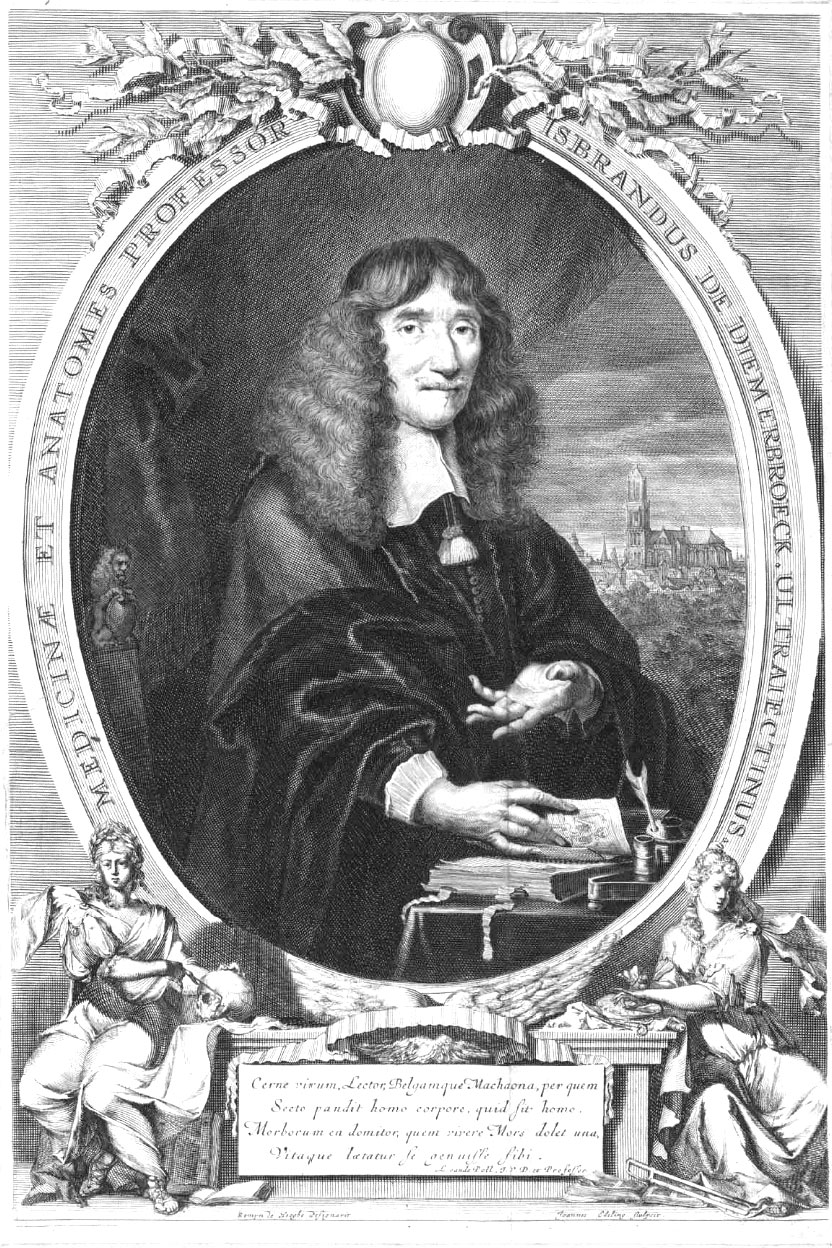
IJsbrand van Diemerbroeck

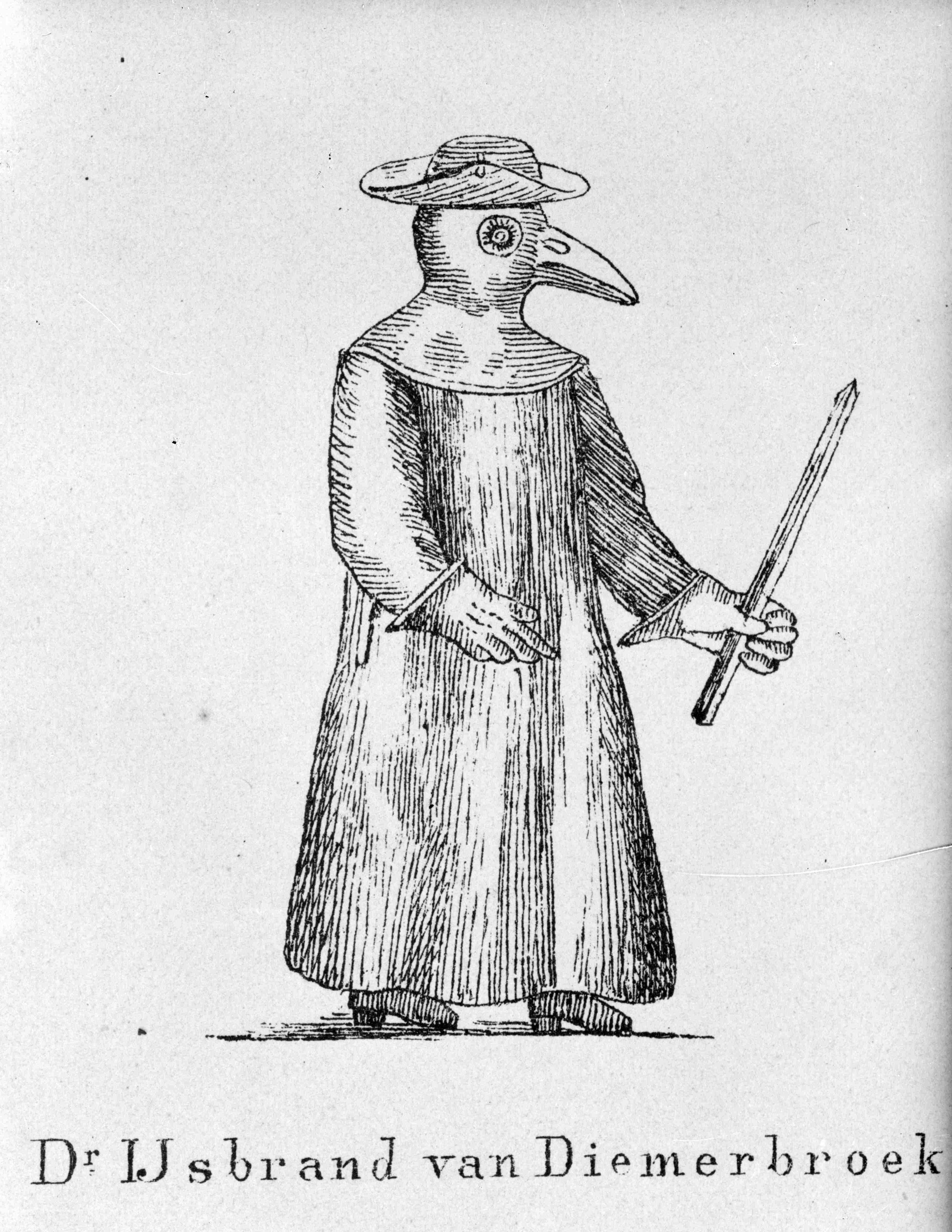
Van Diemerbroeck weergegeven als pestmeester

IJsbrand van Diemerbroeck (Montfoort, 13 december 1609 – Utrecht, 6 november 1674) was een Nederlands arts en hoogleraar.
Van Diemerbroeck groeide op in Montfoort waar zijn vader Gijsbertus van Diemerbroeck burgemeester was. Hij doorliep zijn schoolopleiding in Utrecht en studeerde letteren, wijsbegeerte en geneeskunde aan de Hoogeschool te Leiden. Hij reisde naar Frankrijk en behaalde zijn doctoraal wijsbegeerte en geneeskunde in Angers. Hij diende ook kort in het Franse leger.
Hierna vestigde hij zich als arts in Nijmegen. Daar maakte hij in 1635 en 1636 een grote pestepidemie mee waarbij van de 16.000 inwoners er 6.000 stierven aan de pest. Hierover schreef hij later zijn bekendste werk Peste libri quator (Traktaat van de pest). In 1636 werd hij tweede stadsgeneesheer in Nijmegen naast Emmanuel de Mandeville. 
In 1649 werd hij buitengewoon hoogleraar en in 1651 gewoon hoogleraar anatomie aan de Hoogeschool te Utrecht. Daar was hij ook tweemaal een jaar rector magnificus. In 1685 verscheen postuum zijn door zijn zoon verzamelde werken onder de titel Opera omnia, anatomica et medica.
Van Diemerbroeck huwde in 1642 en kreeg een zoon.